# Mariä Himmelfahrt (Salz)

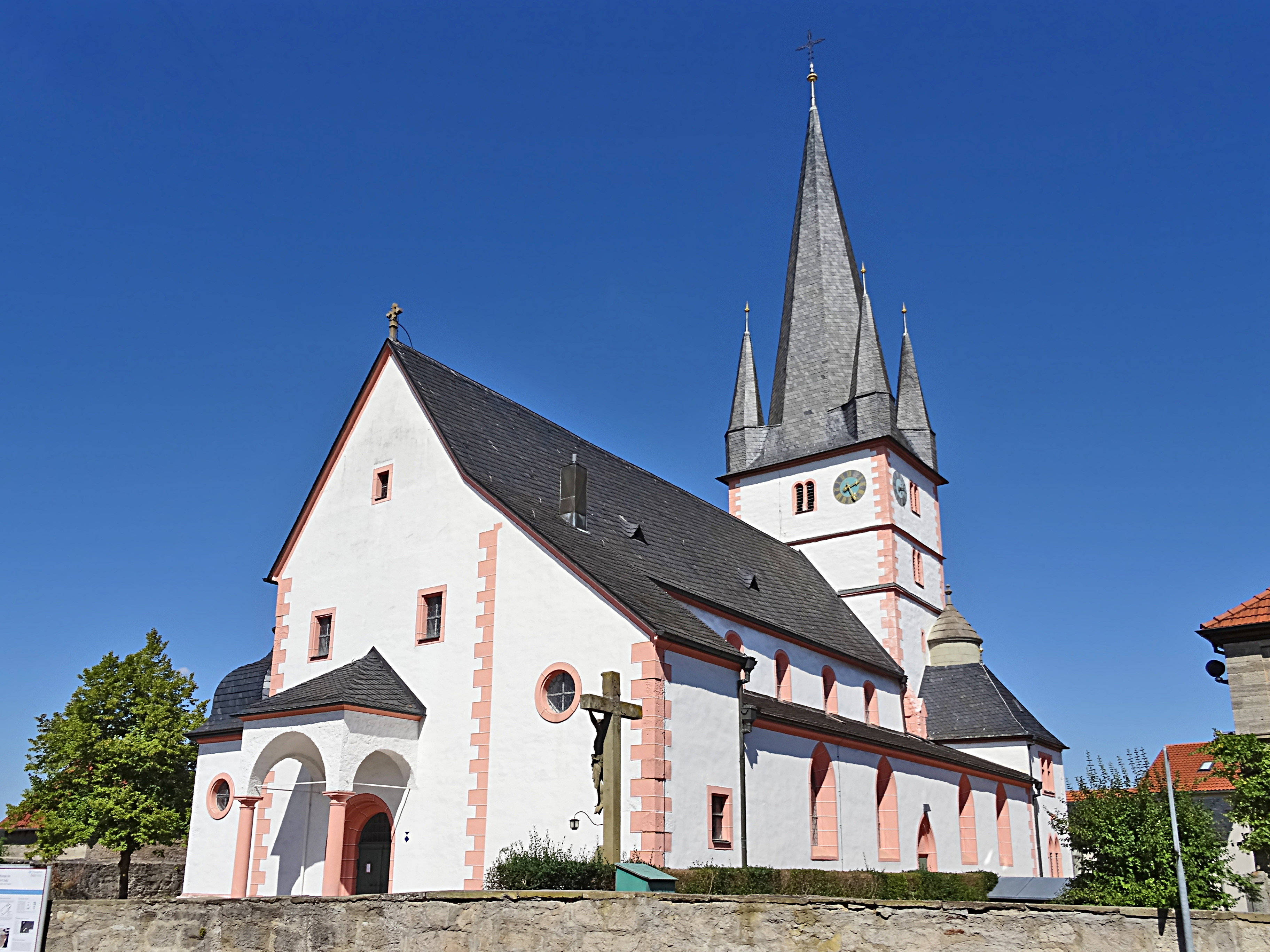
Mariä Himmelfahrt (Salz)

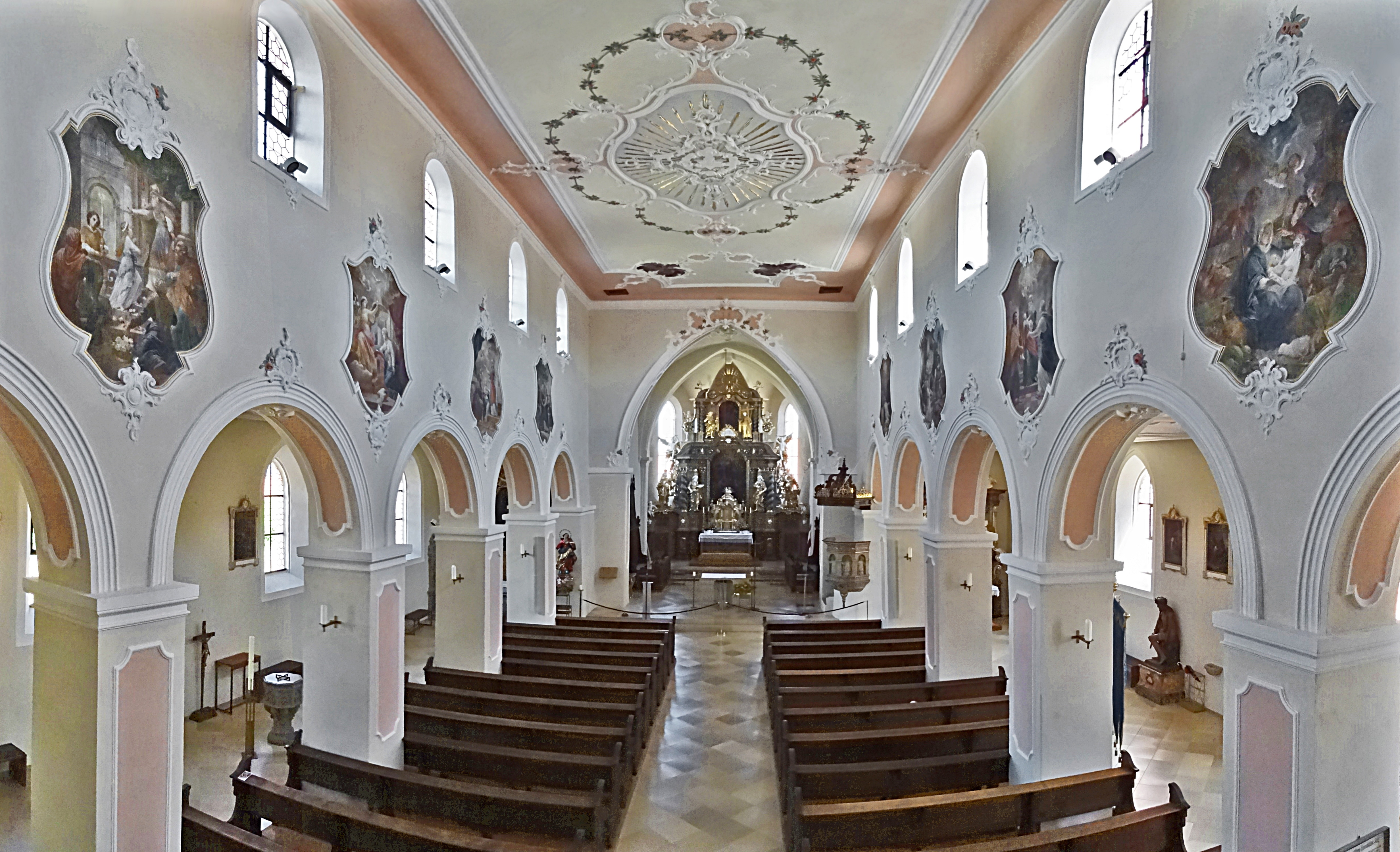
Innenansicht

Mariä Himmelfahrt ist die römisch-katholische Pfarrkirche von Salz, einer Gemeinde im unterfränkischen Landkreis Rhön-Grabfeld in Bayern. Der Kern der denkmalgeschützten dreischiffigem Pfeilerbasilika entstand wohl im 10./11. Jahrhundert. Die Pfarrei gehört zur Pfarreiengemeinschaft St. Bonifatius um den Höhberg (Salz) im Dekanat Bad Neustadt des Bistums Würzburg.

## Beschreibung
Die vier Joche des basilikalen Langhauses stammen im Kern aus dem 10. Jahrhundert. Der hohe Chorturm im Osten des Mittelschiffs wurde am Ende des 13. Jahrhunderts errichtet und im 16. Jahrhundert mit einem 5/8-Schluss nach Osten erweitert. Der Chorturm wurde später aufgestockt und mit einem schiefergedeckten spitzen Helm bedeckt, der von vier kleinen Ecktürmchen flankiert wird. Sein oberstes Geschoss beherbergt die Turmuhr und den Glockenstuhl. 1909 wurde die Kirche restauriert und nach Westen verlängert. 

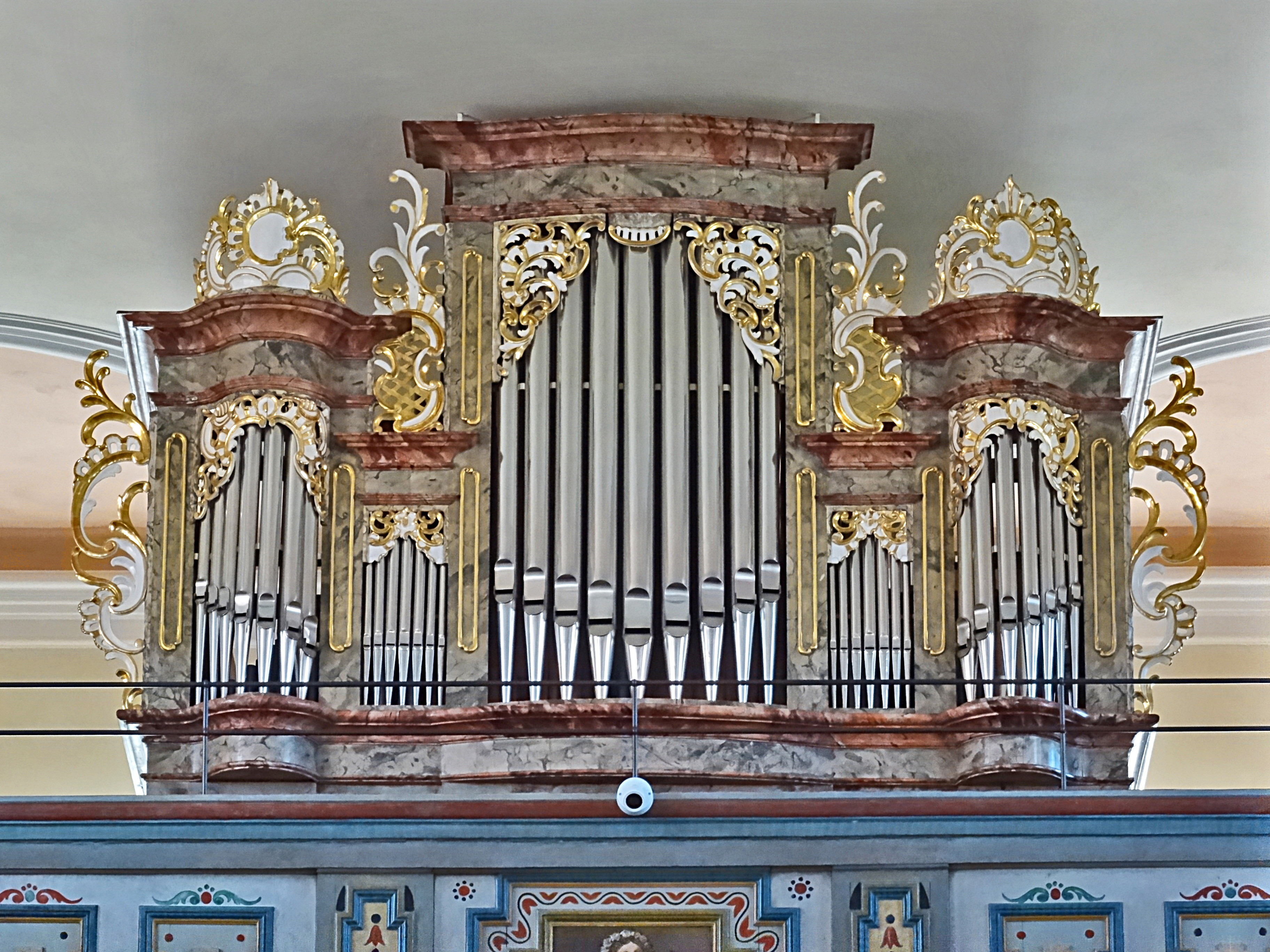
Die Orgel

Zur Kirchenausstattung gehören der um 1700 gebaute Hochaltar und die Kanzel aus derselben Zeit. Die Orgel auf der oberen Empore auf der Schmalseite des Mittelschiffs wurde 2018 von Hey Orgelbau hinter dem Prospekt aus der Zeit des Rokokos eingebaut. Sie hat 24 Register, zwei Manuale und Pedal.